# Día Internacional de la Fibromialgia
El 12 de mayo fue designado Día Mundial de la Fibromialgia y el Síndrome de Fatiga Crónica  en homenaje a Florence Nightingale, nacida el 12 de mayo de 1820.

## Conmemoración
El 12 de mayo de cada año se celebra el Día Internacional de la Fibromialgia. El índice de población mundial que padece de fibromialgia se sitúa entre el 3 % y el 6 % de la población mundial, la fibromialgia (FM) fue reconocida por la Organización Mundial de la Salud (OMS) en 1992.

## Temas del Día Internacional de la Fibromialgia
| Año  | Tema                                   |
| ---- | -------------------------------------- |
| 2012 | "Make Fibromyalgia Visible"            |
| 2013 | "C.A.R.E. & Make Fibromyalgia Visible" |
| 2014 | "C.A.R.E. & Make Fibromyalgia Visible" |
| 2015 | Your Voices Matters                    |
| 2016 | Your Voices Matters                    |